# سیارک ۲۶۳۰۱
سیارک ۲۶۳۰۱ (به انگلیسی: 26301 Hellawillis، نامگذاری:1998SB136)۲۶۳۰۱مین سیارک کشف شده‌است که در ۲۶ سپتامبر ۱۹۹۸ کشف شد.